# Louis de Potter

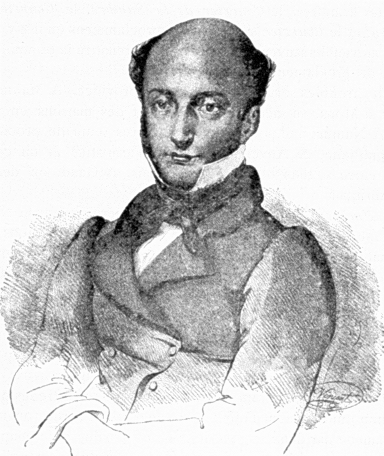
Louis de Potter

Louis-Joseph-Antoine de Potter (Brujas, 26 de abril de 1786 - íd., 22 de julio de 1859) fue un político, pensador, escritor y periodista belga, partícipe de la Revolución de 1830, uno de los difusores del Socialismo racional y padre del médico y filósofo Agathon de Potter (1827-1906).

## Biografía
Fue un célebre periodista que devino político importante durante la Revolución de 1830 en Bélgica por el sacrificio que hizo de sus posesiones materiales a fin de defender la causa de los más oprimidos. Tras juicio, prisión y exilio, se convirtió en el hombre más popular de Bélgica. Pronunció el discurso de independencia de Bélgica en el balcón del Ayuntamiento de Bruselas el 28 de septiembre de 1830 y el de inauguración de la primera asamblea parlamentaria belga (en el Palacio de la Nación, el 10 de noviembre de 1830). Fue autor de decenas de obras de las cuales la principal fue L'Union entre Catholiques et Libéraux ("La unión entre católicos y liberales"), extraída de su famosa Lettre à mes Concitoyens belges ("Carta a mis conciudadanos belgas").
Fue brevemente (antes de 1811) francmasón en la logia La Paix en Bruselas. Se ha dicho que su padre Pierre-Clément de Potter de Droogenwalle habría sido también masón en la logia La Bienfaisante en Gante, pero se trata de una confusión con Pierre-Bernard de Potter (1723-1783), de Gante, que fue secretario de esta logia.
Louis de Potter perteneció a una rica familia ennoblecida en 1724. A causa de la segunda invasión francesa, en 1794, buscó asilio en Alemania, y esta emigración se prolongó hasta la época del Consulado. Louis de Potter, cuya instrucción había quedado interrumpida, la retomó y quiso no sólo profundizar en el aprendizaje de lenguas antiguas, sino iniciar el de las vivas extranjeras. Descubrió, además, los fundamentos de las reformas practicadas en las repúblicas aristocráticas italianas y las de la Revolución Francesa.
Pasó doce años en Italia (Roma de 1811 a 1821 y Florencia de 1821 a 1823) para estudiar la historia de la Iglesia católica. Estudiaba con las prevenciones que dominaban en el Siglo de las Luces. Ya en 1816 había publicado unas Considérations sur l'histoire des principaux conciles depuis les apôtres jusqu'au Grand Schisme d'Occident ("Consideraciones sobre la historia de los principales concilios desde los Apóstoles hasta el gran Cisma de Occidente"). En 1821 completó este primer trabajo con otra obra en seis volúmenes: L'Esprit de l'Église ou Considérations sur l'histoire des conciles et des papes, depuis Charlemagne jusqu'à nos jours ("El genio de la Iglesia o Consideraciones sobre la historia de los concilios y de los papas, desde Carlomagno hasta nuestros días"). Durante su estancia en Florencia, tuvo acceso a los archivos y a la biblioteca de Scipione de Ricci, ministro-consejero del Gran Duque de Habsburgo, príncipe Leopoldo I de Toscana; allí reunió los materiales de una tercera obra aparecida en 1825 e inmediatamente traducida al alemán y el inglés; es la Vie de Scipion de Ricci, évêque de Pistoie et de Prato ("Vida de Scipione de Ricci, obispo de Pistoya y de Prato"). El fin del autr era la glorificación del Josefismo, la justificación de las reformas acometidas en Toscana bajo los auspicios del gran duque Leopoldo, hermano de José II.
En 1823, Louis de Potter volvió a Bélgica muy satisfecho de ver a los Países Bajos reunidos bajo el cetro de Guillaume de Nassau. «Agradezco la suerte, escribía, que me ha destinado a vivir bajo unas instituciones liberales que, por los principios de la moderación y de la equidad, no ponen barrera alguna al pensamiento... » Tras la muerte de su padre, Jonkheer Pierre-Clément de Potter de Droogenwalle, abandonó Brujas y fijó su residencia en Bruselas sin llevar el título que le confería su nobleza heredada. Pero fue gracias a la misma por lo que pudo sin embargo entrar en la carrera de los empleos y estuvo bien situado gracias al jefe del departamento del Interior, Pierre Van Gobbelschroy, antiguo condiscípulo suyo.

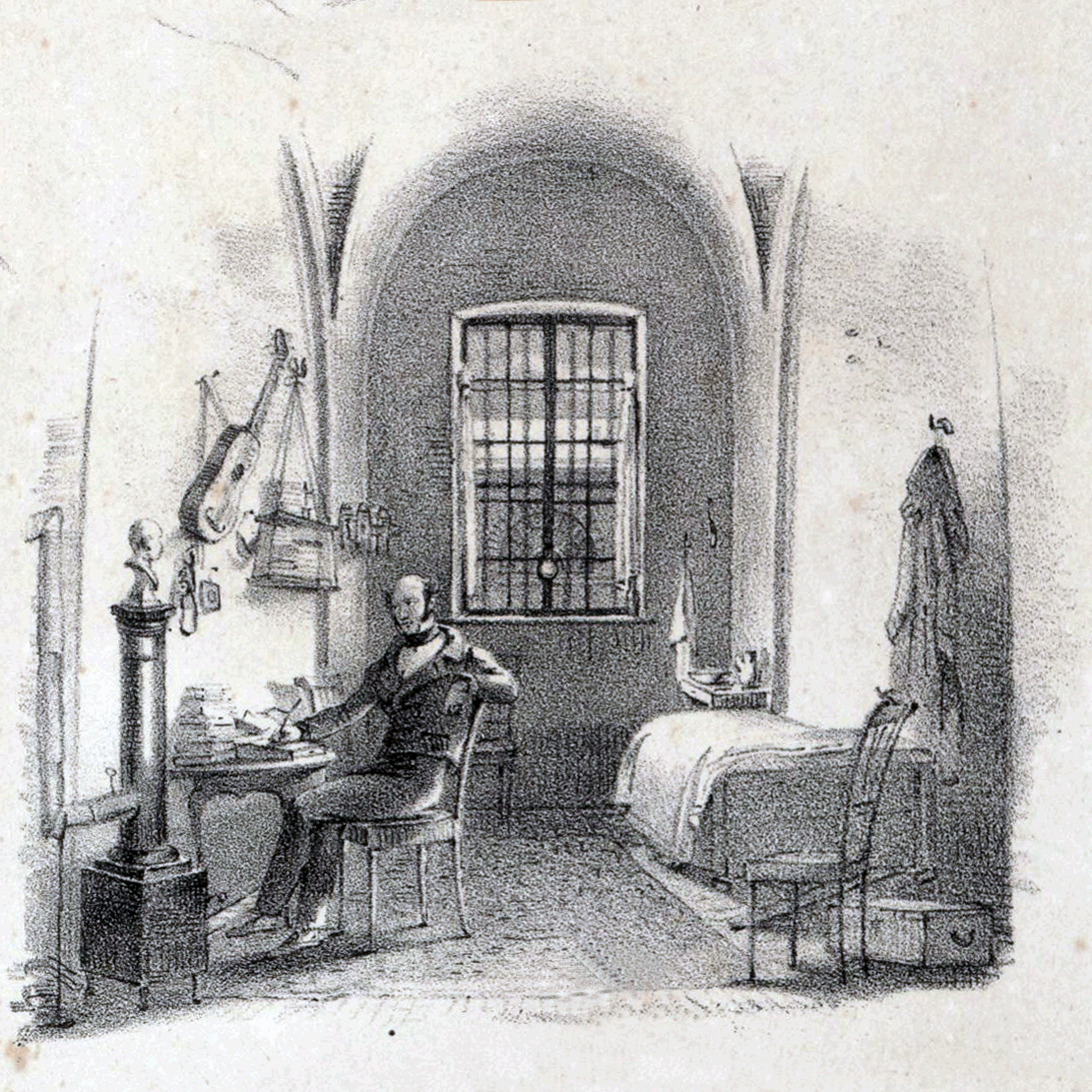
De Potter en prisión

Louis de Potter comenzó su carrera política como redactor del diario liberal de oposición el Courrier des Pays-Bas. Ejerció ahí su verbo de polemista contra el clero católico, la aristocracia y el gobierno de Guillermo I de los Países Bajos. Uno de sus artículos, publicado el 8 de noviembre de 1828, un violento panfleto contra los ministros del reino, marcó la alianza del Courier des Pays-Bas con el Unionismo. El ministro de justicia Cornelis Van Maanen lo persiguió y fue finalmente condenado el 20 de diciembre de 1828 a dieciocho meses de detención y a una multa de un millar de florines. El 8 de enero de 1830, el rey Guillermo privó de su empleo y de su pensión a los diputados belgas de los Estados Generales que se hubieran opuesto a su política. Desde prisión, de Potter lanzó la idea de una subscripción nacional para indemnizar a los diputados o funcionarios víctimas de tales abusos. Van Maanen lo persiguiió por complot contra el Estado y excitación a la revuelta. El 30 de abril de 1830 estaba condenado de nuevo por la Corte de Bruselas a seis años de exilio (sus amigos y cómplices Jean-François Tielemans y Adolphe Bartels fueron condenados a siete años de destierro). Pesó exiliarse en Francia, pero este país rehusó acogerlo y terminó por expulsarlo a Prusia. Tras la Revolución de julio, volvió a Francia. Al estallar la Revolución belga, volvió a Bruselas. Fue nombrado allí miembro del Gobierno provisional y encargado del Nuevo proyecto de leyes fundamentales o Constitución para Bélgica. Se pronuncia el 10 de noviembre, a la apertura del Congreso Nacional, en favor de un régimen republicano. Después de que el Congreso se pronuncie a favor de una monarquía constitucional el 13 de noviembre de 1830, vuelve a la vida privada e, influido por las ideas del Barón de Colins, asume las ideas del Socialismo racional y escribe algunas obras en ese sentido.

## Obras
- Considérations sur l'histoire des principaux conciles depuis les apôtres jusqu'au Grand Schisme d'Occident, 1816
- L'Esprit de l'Église ou Considérations sur l'histoire des conciles et des papes, depuis Charlemagne jusqu'à nos jours, 6 volumes, 1821
- Vie de Scipion de Ricci, évêque de Pistoie et de Prato, 1825.
- Saint-Napoléon, en paradis et en exil, 1825.
- Lettres de saint Pie V sur les affaires religieuses en France, 1826.
- L'Union des catholiques et des libéraux dans les Pays-Bas, (1ste editie juli 1829, 2e editie, Bruxelles, 1831
- Lettre de Démophile à M. Van Gobbelschroy sur la garantie de la liberté des Belges à l'époque de l'ouverture de la session des états généraux (1829-1830).
- Lettre de Démophile au roi sur le nouveau projet de loi contre la presse et le message royal qui l'accompagne, 1829
- Correspondance de De Potter avec Thielemans, depuis la prison des Petits Carmes, Bruxelles, 1829
- Lettre à mes concitoyens, Bruxelles, 1830
- De la Révolution à faire d'après l'expérience des révolutions avortées (1831)
- Éléments de tolérance à l'usage des catholiques belges (1834)
- Questions aux catholiques belges sur l'encyclique de M. de Lamennais (1835).
- Histoire du christianisme (Paris 1836)
- Résumé de l'histoire du christianisme (1856)
- La Révolution belge de 1828 à 1839, souvenirs personnels (Bruxelles 1838-39)
- Études sociales, (1843)
- La Justice et la Sanction religieuse (1846)
- La Réalité déterminée par le raisonnement (1848)
- A B C de la science sociale (1848)
- Catéchisme social (1850)
- Catéchisme rationnel (1854)
- Dictionnaire rationnel (1859).